# سیارک ۱۲۸۷۸
سیارک ۱۲۸۷۸ (به انگلیسی: 12878 Erneschiller، نامگذاری:1998QH11) دوازده هزار و هشتصد و هفتاد و هشتمین سیارک کشف شده‌است که در ۱۷ اوت ۱۹۹۸ کشف شد.
قدر مطلق سیارک برابر ۱۸.۶ است.